# عيدر
العَيْدَر أو الوَنَس (الاسم العلمي: Somateria)، هو جنس من الطيور يتبع فصيلة البطيات ضمن رتبة الإوزيات. الاسم العلم مُشتق من اليونانية من كلمة somatos «جسم» وerion «صوف» في إشارة إلى ريش العيدر. ويحتوي هذا الجنس على ثلاثة أنواع فقط.

## أنواع
- العيدر الملك (الاسم العلمي: Somateria spectabilis)
- عيدر ذو النظارة (الاسم العلمي: Somateria fischeri)
- العيدر الشائع (الاسم العلمي: Somateria mollissima)